# Membras martinica
Membras martinica är en fiskart som först beskrevs av Valenciennes, 1835.  Membras martinica ingår i släktet Membras och familjen Atherinopsidae. IUCN kategoriserar arten globalt som livskraftig. Inga underarter finns listade i Catalogue of Life.